# Навицкас, Каролис
Каролис Навицкас (лит. Karolis Navickas; род. 9 апреля 1990 года, Шяуляй) — литовский профессиональный регбист, игравший на позиции замка; тренер. Является первым профессиональным регбистом Литвы.

## Биография
Клубная карьера
Регби начал заниматься в 2005 году. В следующем году стал играть за основной состав, стал четырехкратным чемпионом Литвы (2006, 2007, 2008, 2009 годы). Далее переехал в стан сильнейшего на тот момент российского клуба - «ВВА-Подмосковье». Стал чемпионом России 2009 года.
Приняв новый вызов, игрок отправляется в Англию. Там он выступал за «Питерборо Лайонс». После игроку поступило предложение отправиться в ЮАР, играть за молодежный состав «Натал Шаркс». Стал вице-чемпионом молодежного Кубка Карри. В 2012 году возвращается в Европу и переходит в «Сейл Шаркс», где сыграл несколько матчей и получил травму. После реабилитации перебрался во Францию, в «Бордо-Бегль».
Летом 2013 года триумфально вернулся в Россию, став чемпионом в составе «Красного Яра». Тут он снова пересёкся со своими бывшими партнерами по ВВА Виктором Гресевым и Максимом Кобылашом.
По завершении сезона Каролис принимает новый вызов, возвращаясь во Францию. Тут он выигрывает Федераль 1 (третий по силе дивизион) в составе «Прованса». Проведя три сезона в «Провансе», перешел в «Брессан» выступающий в Федераль 1, где и закончил карьеру в 29 лет.
Карьера в сборной
Каролис выступает за Литву, долгое время являясь единственным профессиональным игроком в команде.
Вне регби
Навицкас также выступает на любительском уровне в боксе.
Тренерская карьера
Осенью 2024 года возглавил сборную Литвы по регби-15.

## Достижения
- Чемпионат России:
  -  Чемпион России: 2009, 2013
- Чемпионат Литвы:
  -  Чемпион Литвы: 2006-2009
- Федераль 1 (Франция):
  -  Чемпион Федераль 1: 2015
- Кубок России:
  -  Обладатель Кубка России: 2013